# Szczyt NATO w Wilnie 2023

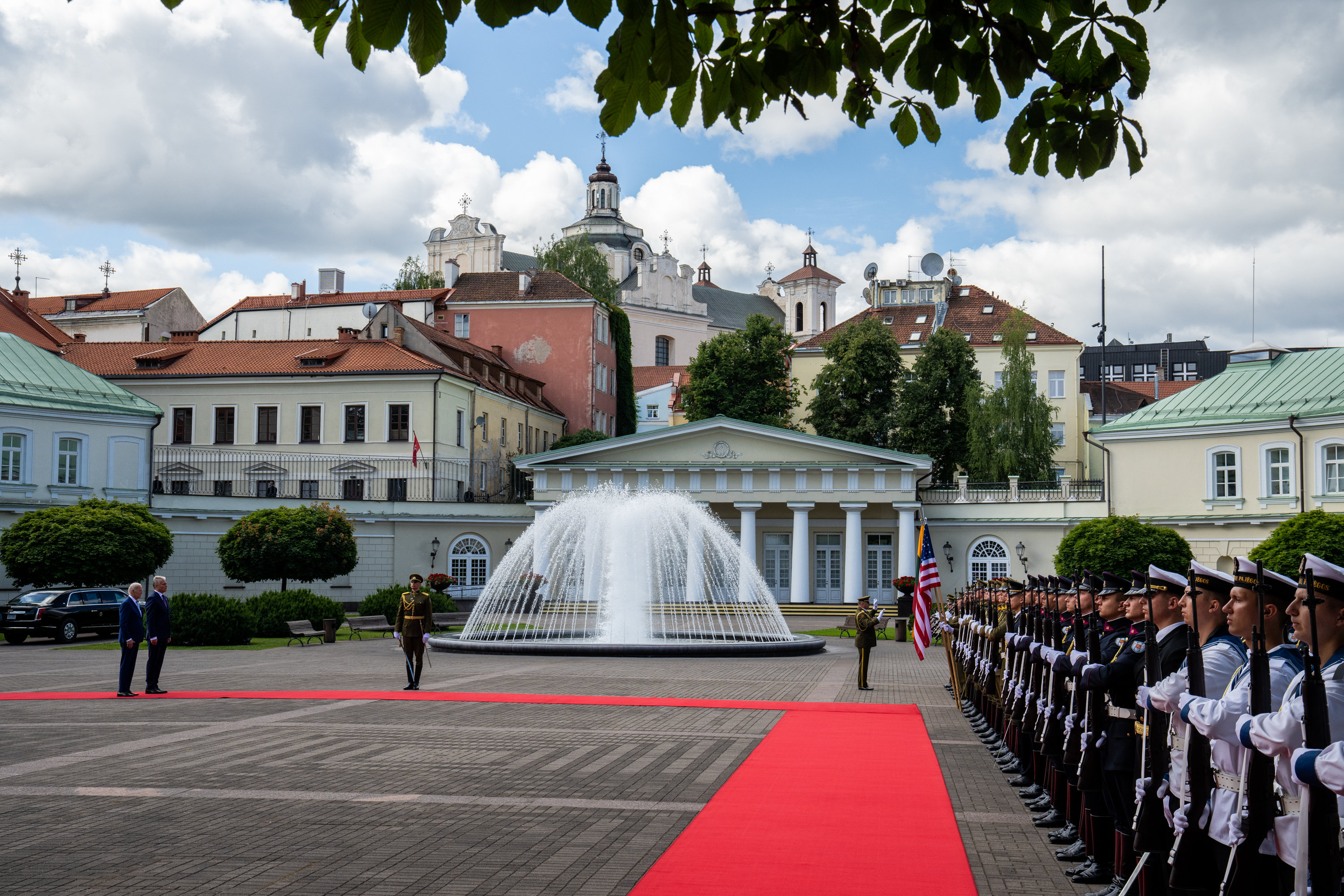
Prezydent Joe Biden składa wizytę w pałacu prezydenckim w Wilnie

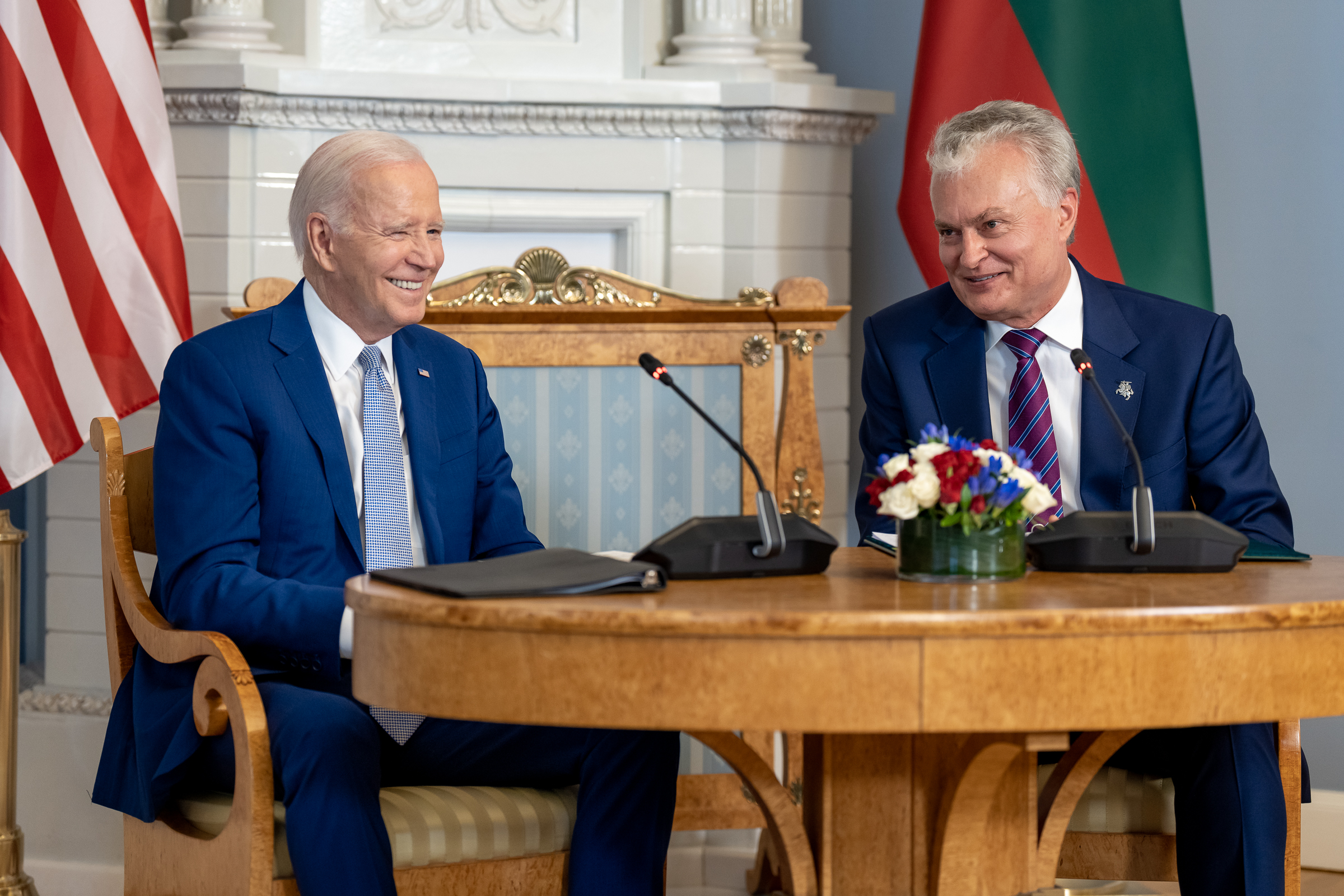
Prezydent USA Joe Biden i prezydent Litwy Gitanas Nausėda

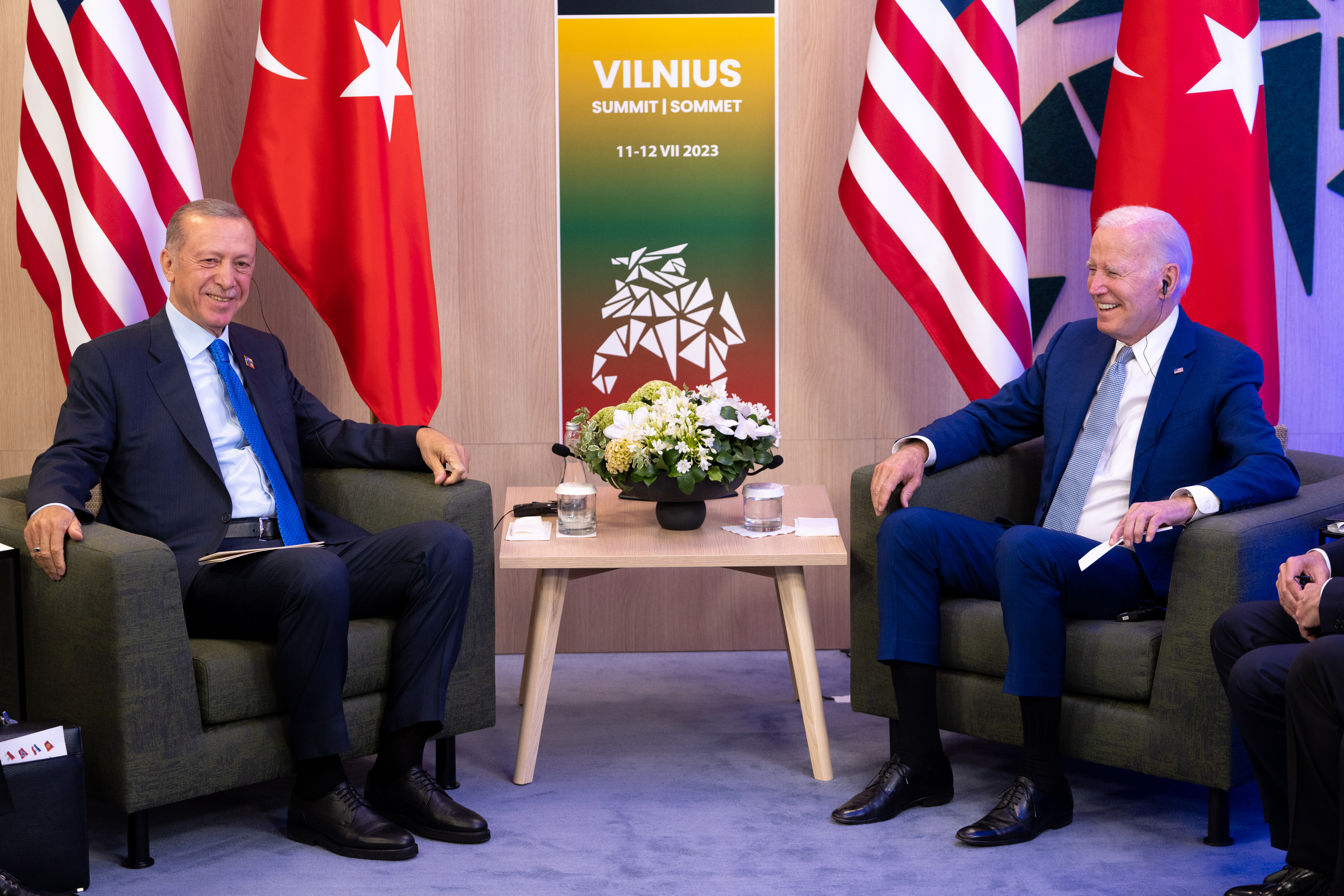
Prezydent Joe Biden I prezydent Turcji Recep Tayyip Erdoğan

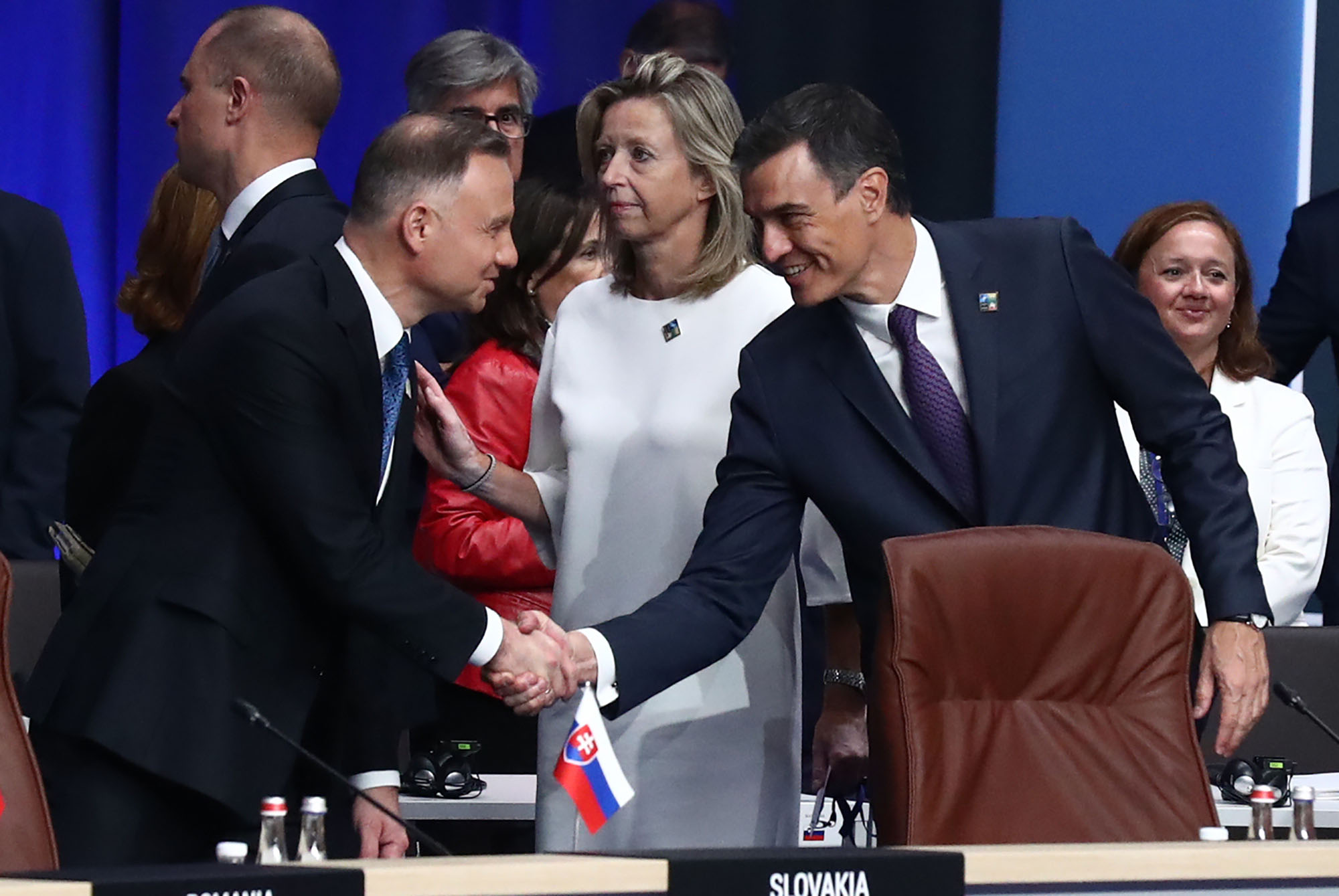
Prezydent Andrzej Duda i premier Hiszpanii Pedro Sánchez

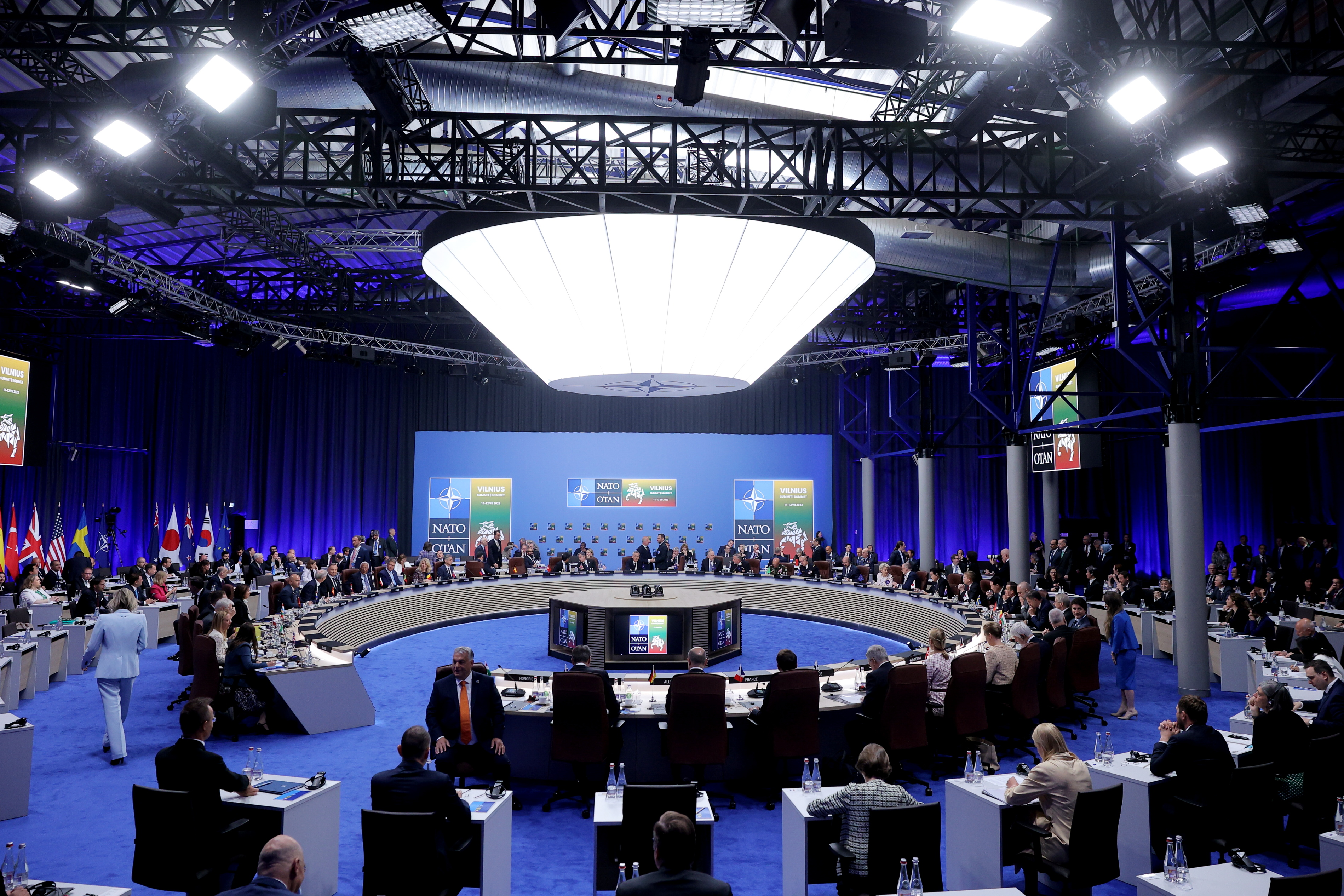
Sala obrad szczytu NATO w Wilnie

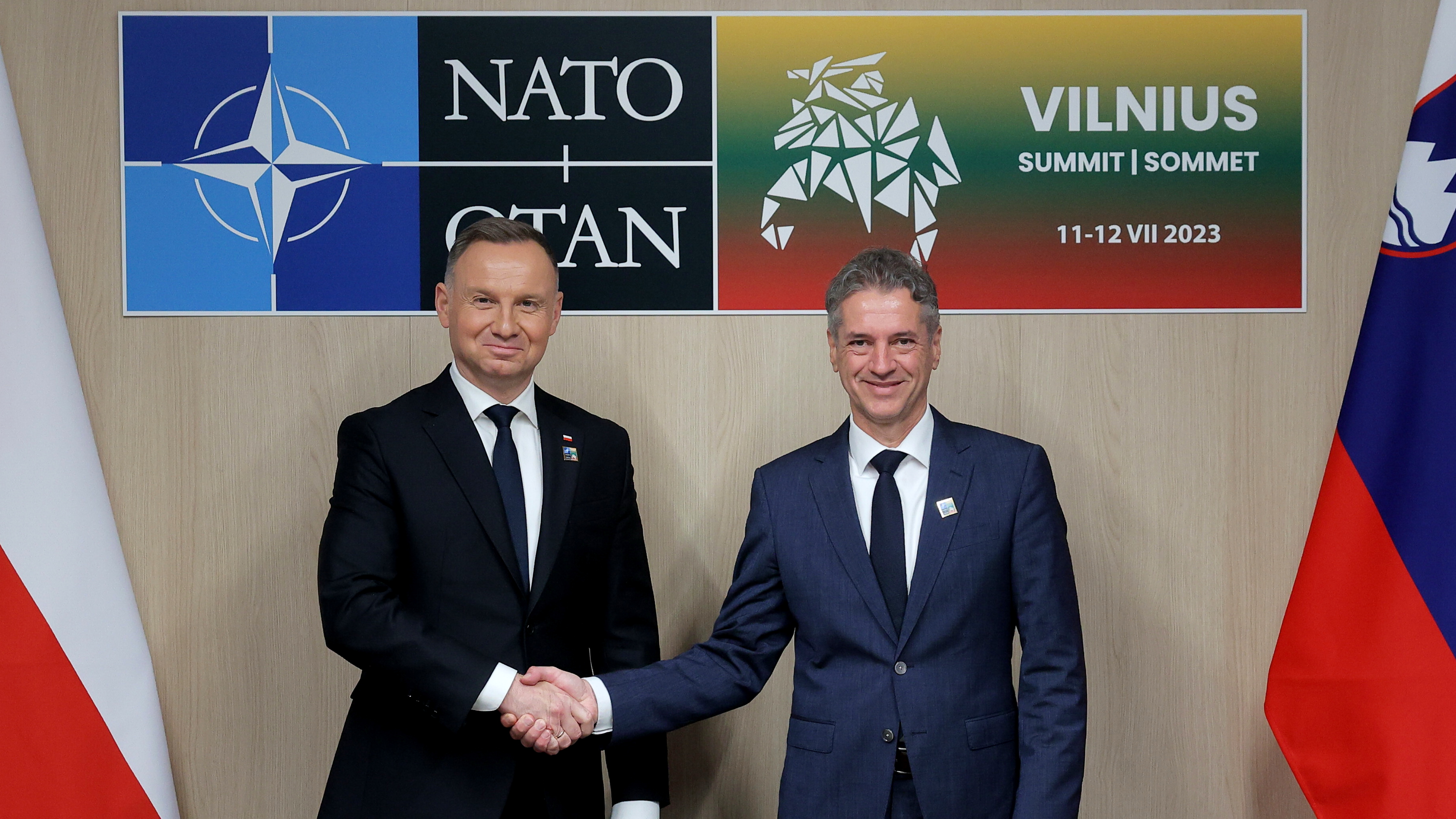
Prezydent Andrzej Duda i premier Słowenii Robert Golob

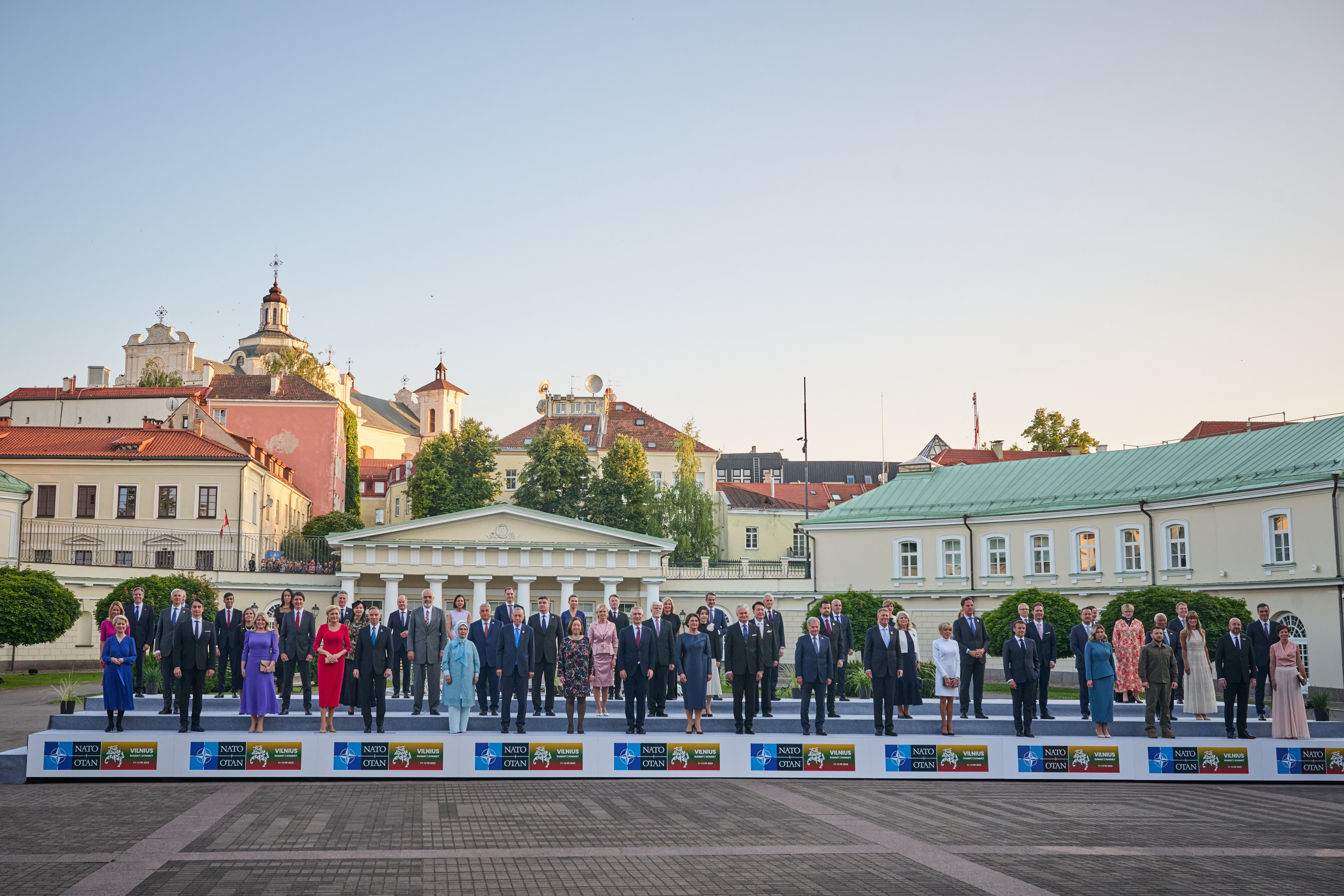
Fotografia grupowa uczestników szczytu przed pałacem prezydenckim

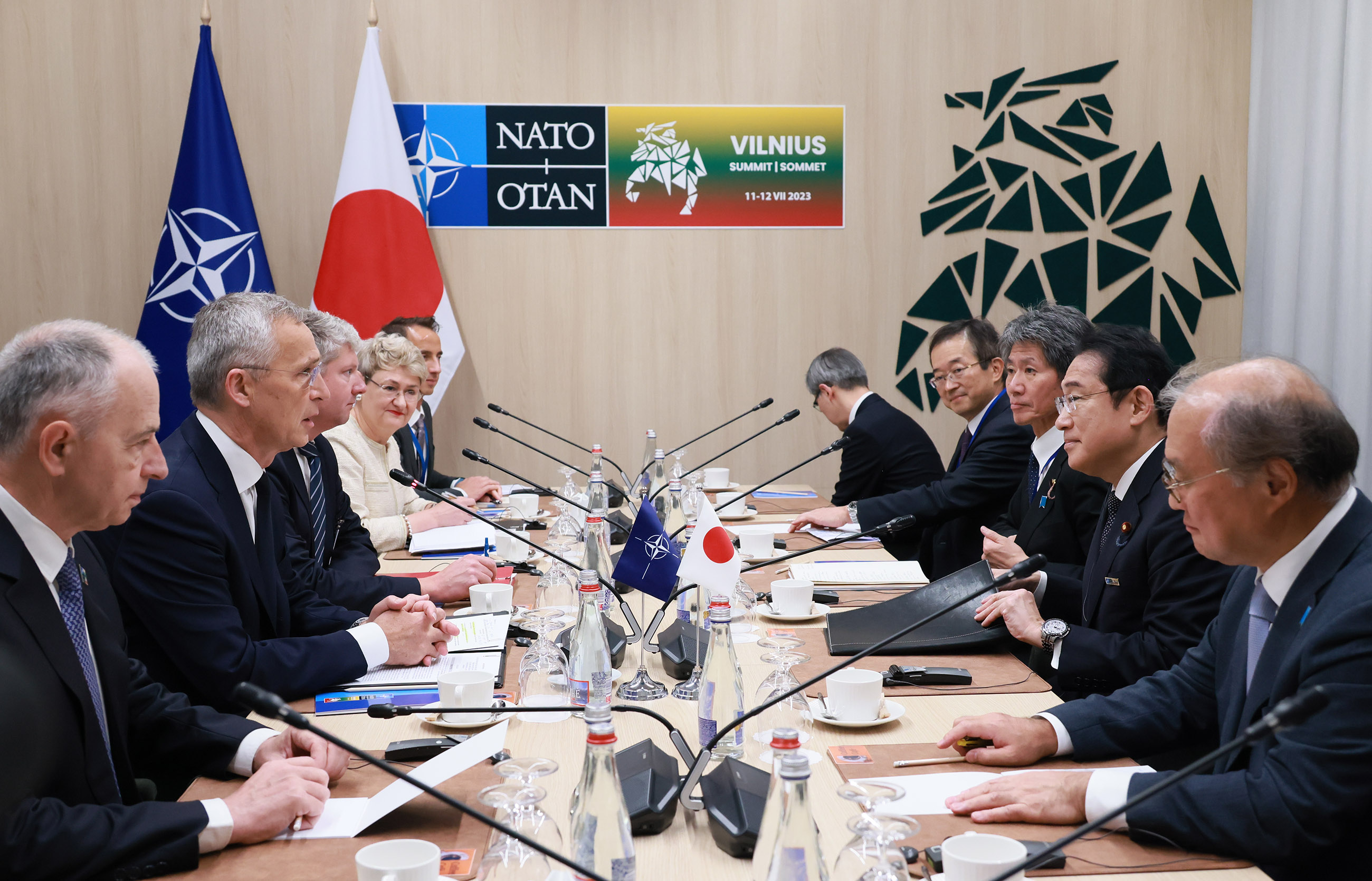
Spotkanie Sekretarza Generalnego NATO Jensa Stoltenberga z premierem Japonii Fumio Kishidą

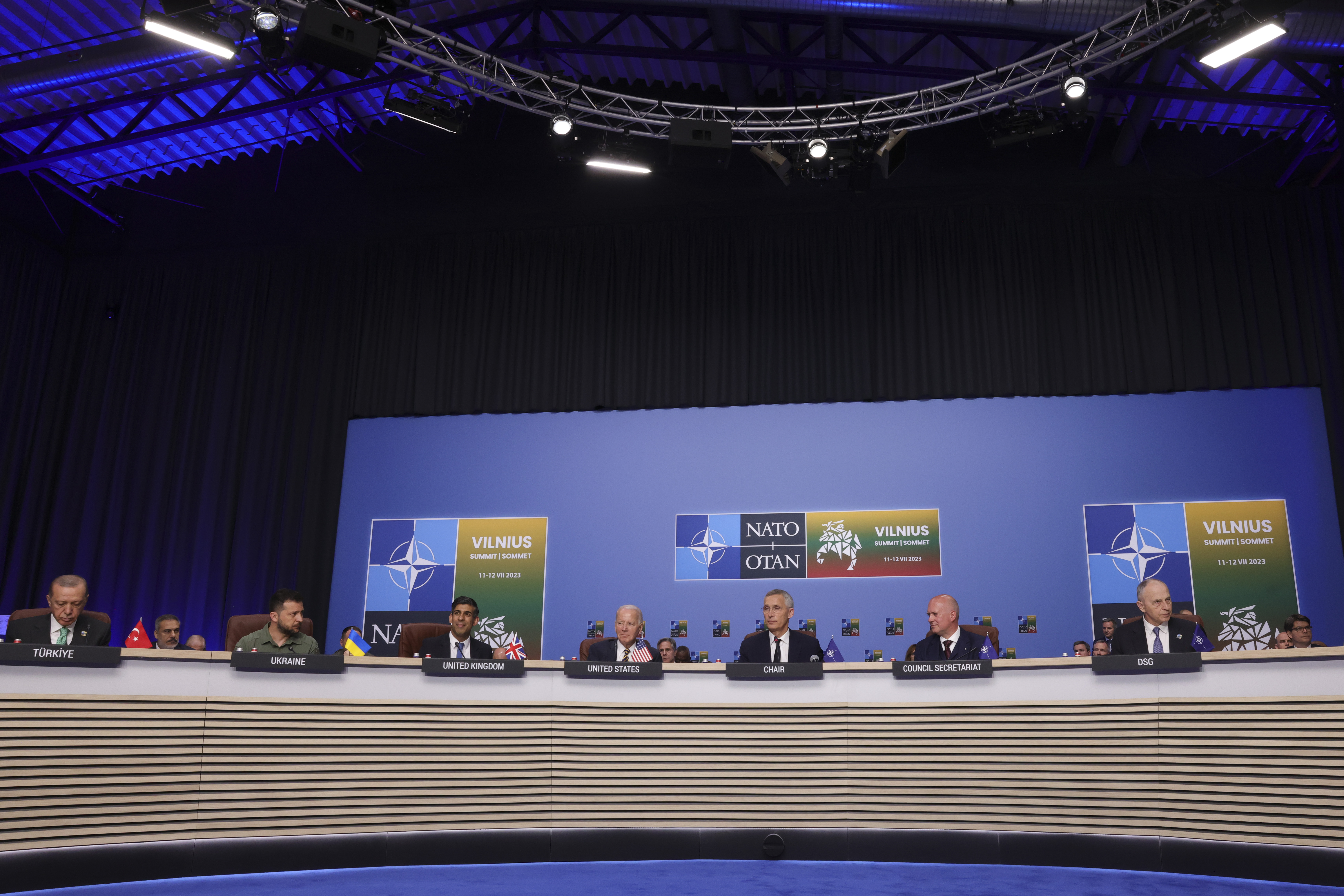
Posiedzenie Rady NATO-Ukraina 12.07.2023

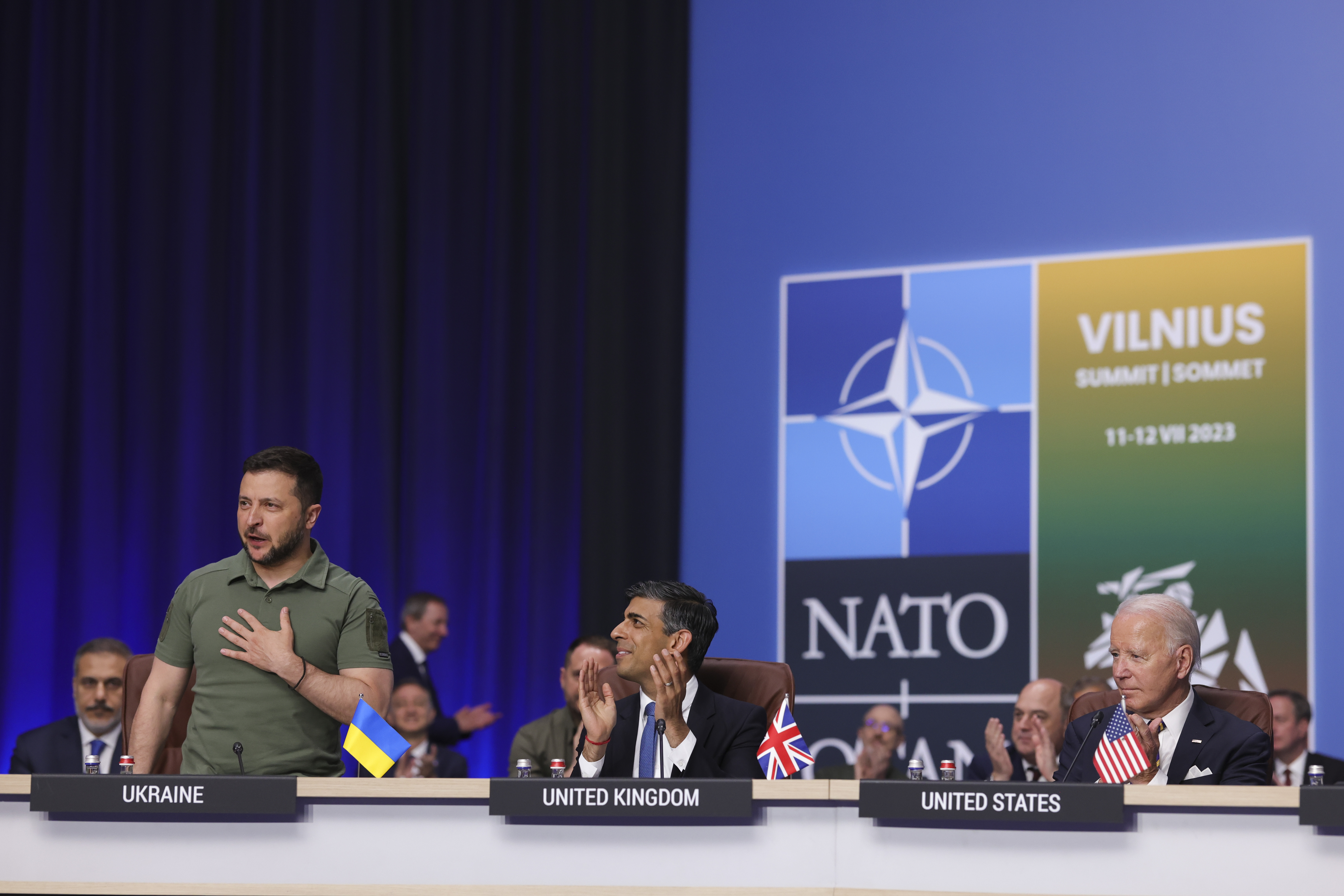
Posiedzenie Rady NATO-Ukraina – przemawia prezydent Ukrainy Wołodymyr Zełenski

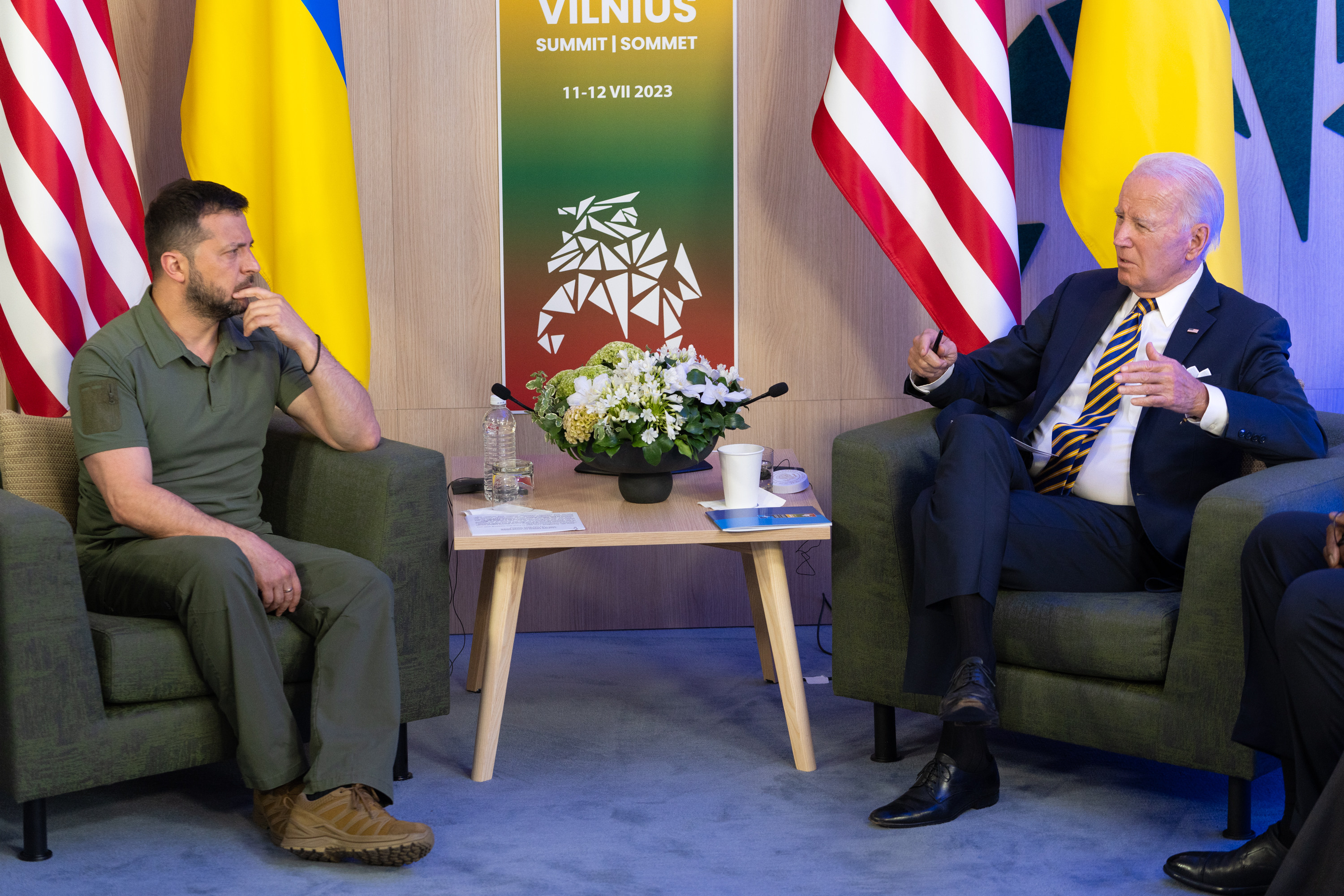
Prezydent USA Joe Biden i prezydent Ukrainy Wołodymyr Zełenski

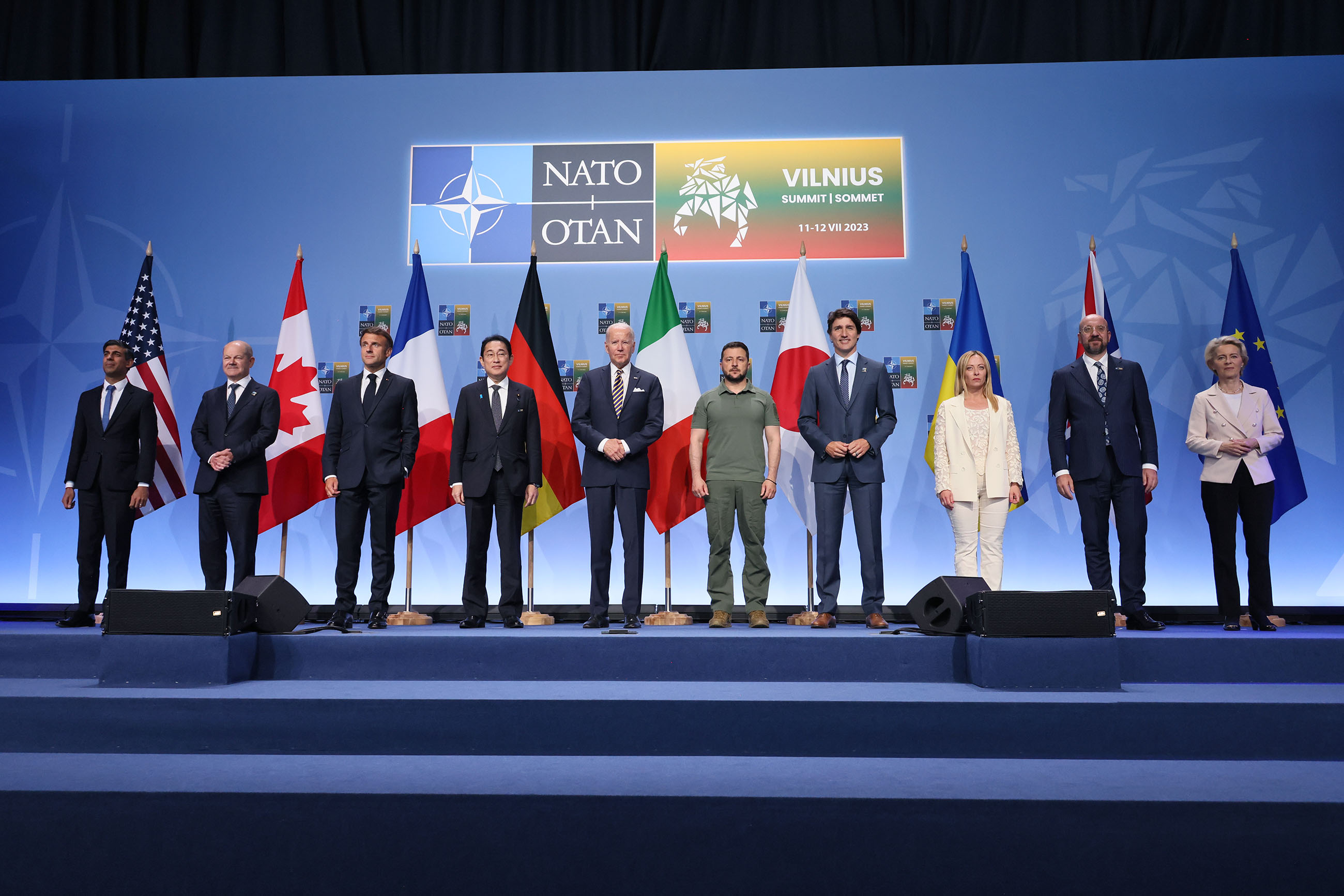
Członkowie Grupy G7 po podpisaniu wspólnej deklaracji wsparcia dla Ukrainy

Szczyt NATO w Wilnie – 36. szczyt NATO zorganizowany w Wilnie w dniach 11–12 lipca 2023.
Szczyt NATO w Wilnie potwierdził jedność, spójność i solidarność transatlantycką w obliczu toczonej wojny w Europie. Potwierdził także zobowiązanie do obrony każdego centymetra terytorium Sojuszu, zgodnie z artykułem 5 Traktatu Waszyngtońskiego, w oparciu o podejście 360 stopni.
W obradach szczytu wziął także udział prezydent Ukrainy Wołodymyr Zełenski, szefowie państw i rządów Australii, Japonii, Szwecji, Nowej Zelandii i Republiki Korei, przewodniczący Rady Europejskiej i przewodnicząca Komisji Europejskiej, a także ministrowie spraw zagranicznych Gruzji i Republiki Mołdawii oraz wiceminister spraw zagranicznych Bośni i Hercegowiny. Po raz pierwszy reprezentowana na szczycie była Finlandia – nowy członek Sojuszu.
W ramach polityki otwartych drzwi NATO, z zadowoleniem odnotowano porozumienie pomiędzy sekretarzem generalnym NATO, prezydentem Turcji i premierem Szwecji w sprawie przystąpienia Szwecji do Sojuszu.

## Postanowienia szczytu
Po Szczycie opublikowany został Komunikat wydany przez szefów państw i rządów NATO uczestniczących w posiedzeniu Rady Północnoatlantyckiej w Wilnie 11 lipca 2023.
Stwierdzono w nim, że Federacja Rosyjska naruszyła normy i zasady, które gwarantowały stabilny i przewidywalny ład w zakresie bezpieczeństwa europejskiego. Uznano, że to właśnie Rosja ponosi pełną odpowiedzialność za nielegalną, nieuzasadnioną i niesprowokowaną agresywną wojnę przeciwko Ukrainie. Wezwano Rosję do natychmiastowego przerwania użycia siły przeciwko Ukrainie oraz całkowitego wycofania wojsk z jej terytorium. Aby wesprzeć integrację Ukrainy z NATO, zdecydowano powołać Radę NATO–Ukraina.
Zdefiniowano zagrożenia płynące z działań Rosji na arenie międzynarodowej, a szczególnie rozbudowę jej sił zbrojnych w regionach Morza Bałtyckiego, Morza Czarnego i Morza Śródziemnego oraz utrzymywanie znaczących sił w Arktyce. Pogłębiającą się integrację wojskową Rosji z Białorusią uznano za zagrożenie dla stabilności regionalnej i obronności Sojuszu. Podkreślono też zagrożenia płynące z modernizacji rosyjskich sił nuklearnych, w tym zamiar rozmieszczenia taktycznej broni jądrowej na terytorium Białorusi. Podkreślono, że NATO nie dąży do konfrontacji i nie stanowi zagrożenia dla Rosji i nadal jest zainteresowane w utrzymywaniu otwartych kanałów komunikacji z Moskwą w celu zapobiegania eskalacji i napięć.
W zakresie zwalczania terroryzmu uznano, że organizacje terrorystyczne zagrażają bezpieczeństwu państw NATO. Bliski Wschód, regiony Afryki Północnej i Sahelu uznano za rejony zagrożone terroryzmem. Odniesiono się także do polityki Chińskiej Republiki Ludowej i jej złośliwych operacji hybrydowych i cybernetycznych. Zadeklarowano jednak aprobatę w zakresie zaangażowanie ChRL w budowanie wzajemnej przejrzystości i świadomości polityki międzynarodowej. Wezwano ChRL, jako stałego członka Rady Bezpieczeństwa Organizacji Narodów Zjednoczonych, do potępienia rosyjskiej wojny napastniczej przeciwko Ukrainie, szczególnie do powstrzymania się od udzielania Rosji jakiejkolwiek pomocy.
Dyskutowano też o wydatkach na obronę i inwestowaniu co najmniej 2% produktu krajowego brutto na obronę. Potwierdzono, że w wielu przypadkach konieczne będą wydatki przekraczające ten próg. Zobowiązano się do inwestowania co najmniej 20% budżetów obronnych w główny sprzęt, w tym w powiązane z nim badania i rozwój.
W odpowiedzi na radykalnie zmienione środowisko bezpieczeństwa wprowadzono w życie nową generację regionalnych planów obronnych, w tym nowe wielonarodowe Sojusznicze Siły Reagowania, a także struktury dowodzenia i kierowania podległe SHAPE. Potwierdzono rozmieszczenie na wschodniej flance NATO dodatkowych jednostek wielkości brygady. Zwrócono też uwagę na potrzeby posiadania silnego przemysłu obronnego, zdolnego do zaspokojenia potrzeb wzmocnionej zbiorowej obrony, zintensyfikowania szkolenia i ćwiczeń. Poparto też wysiłki SACEUR, by poprawić zdolność do wspierania sił Sojuszu, w tym poprzez rozmieszczenie amunicji i sprzętu w rejonach zbliżonych do planowanych działań wojsk.
Przypomniano, że celem potencjału nuklearnego NATO jest utrzymanie pokoju, zapobieganie przymusowi i odstraszanie agresji. Strategiczne siły nuklearne Sojuszu pozostaną najwyższą gwarancją bezpieczeństwa. Będą one modernizowane, a plany użycia aktualizowane. Ich uzupełnieniem będzie obrona przeciwrakietowa rozwijana, w myśl postanowień szczytu lizbońskiego, między innymi w Rumunii, Turcji, Hiszpanii i w Polsce.
W kontekście rosyjskiej agresji na Ukrainę, wykazano jedność i determinację we wspieraniu narodu ukraińskiego w jego walce o suwerenność. Podkreślono też strategiczne znaczenia Bałkanów Zachodnich, w tym suwerenność i integralność terytorialną Bośni i Hercegowiny. Zdecydowano o dalszym utrzymaniu dowództwa NATO w Sarajewie. Zadeklarowano, że wzmocnienie stosunków NATO–Serbia byłoby korzystne dla Sojuszu, Serbii i całego regionu. Poparto wspierany przez Unię Europejską dialog między Belgradem a Prisztiną i wezwano do deeskalacji i konstruktywnego zaangażowania się we wdrażanie porozumień. Poruszono zaangażowanie NATO w tym rejonie poprzez działalność KFOR.
Za obszar strategicznej uwagi Sojuszu uznano też region Morza Czarnego. Zadeklarowano wsparcie w zakresie utrzymanie bezpieczeństwa, stabilności i swobody żeglugi na tym obszarze. Ponowiono też poparcie dla integralności terytorialnej i suwerenności Gruzji w jej granicach uznanych przez społeczność międzynarodową. Wezwano Rosję do wycofania wojsk stacjonujących na jej terytorium i cofnięcia uznania regionów Abchazji i Osetii Południowej za niepodległe byty. Podtrzymano decyzję podjętą na szczycie w Bukareszcie, zgodnie z którą Gruzja zostanie w przyszłości członkiem Sojuszu. Musi ona jednak poczynić postępy w zakresie reform demokratycznych, oraz w zakresie wykorzystania Rocznego Programu Narodowego ANP. Ponowiono też poparcie dla integralności terytorialnej i suwerenności Republiki Mołdawii.
Na szczycie poruszono też sprawy dotyczące  Bliskiego Wschodu i Afryki, w tym wdrażanie pakietów budowy zdolności obronnych Iraku, Jordanii, Mauretanii i Tunezji. Dopuszczono możliwość utworzenia biura łącznikowego NATO w Ammanie. Potępiono Iran za udzielanie wsparcia militarnego Rosji w jej agresywnych działaniach wobec Ukrainy, a także za przejmowanie statków morskich obcych bander. Także Indo-Pacyfik stał się obszarem do dyskusji w czasie wileńskiego szczytu. Z zadowoleniem przyjęto wkład Australii, Japonii, Nowej Zelandii i Republiki Korei w kształtowanie bezpieczeństwa w regionie euroatlantyckim, w tym ich zaangażowanie we wspieranie Ukrainy w wojnie z Rosją.
W końcowej części komunikatu podkreślono, że NATO pozostaje najsilniejszym Sojuszem w historii. Podziękowano też za hojną gościnność okazaną przez Republikę Litewską i ogłoszono kolejne terminy szczytów:  w Waszyngtonie w 2024 i w Holandii w 2025.
Przed rozpoczęciem obrad nowo powołanej Rady NATO–Ukraina odbyła się konferencja prasowa sekretarza generalnego NATO Jensa Stoltenberga i prezydenta Ukrainy Wołodymyra Zełenskiego.
Poinformowano na niej o zatwierdzeniu trzyczęściowego pakietu przybliżającego Ukrainę do NATO. Wskazano też na różnice pomiędzy „starą Komisją”, a „nową Radą”.
Rada jest to gremium, które może podejmować decyzje, a spotkania mają charakter partnerski, odbywający się  na szczeblu szefów państw i rządów, na szczeblu ministerialnym (obrony, ministrów spraw zagranicznych), ambasadorów czy w grupach eksperckich. Pojawiły się też pytania o ewentualne możliwości blokowania posiedzeń Rady. Według odpowiedzi Jensa Stoltenberga, Radę zwołuje i przewodniczy jej sekretarz generalny NATO, zatem nie mogą jej blokować poszczególni Sojusznicy ani członkowie Rady. Może być również zwoływana przez poszczególne państwa członkowskie na konsultacje kryzysowe. Jeśli np. prezydent Zełenski zechce zwołać posiedzenie Rady NATO–Ukraina, to może to zrobić i nikt nie może tego blokować.
W kolejnych wypowiedziach Prezydent Ukrainy sugerował, by NATO ustaliło ramy czasowe członkostwa, a sekretarz generalny poinformował, że decyzja o tym kto i kiedy ma zostać członkiem, należy do państw NATO i kandydata, a Rosja nie ma w tej sprawie prawa weta. Dziennikarze pytali też o amunicję kasetową,  samoloty F-16 i inne systemy broni dla Ukrainy. Prezydent Zełeński poinformował, że udało się przekonać Kongres Stanów Zjednoczonych do wyrażenia zgody na dostawy amunicji kasetowej, która będzie użyta tylko przeciwko celom wojskowym i tylko na okupowanym terytorium Ukrainy. Poinformował też o utworzeniu koalicji, której celem jest szkolenie Ukraińców – przyszłych pilotów myśliwców F-16, a potem zostaną podjęte decyzje o udostępnieniu tego typu samolotów Ukrainie. Francja zdecydowała się dostarczyć pociski manewrujące dalekiego zasięgu, Niemcy ogłosiły nowy pakiet większej liczby systemów obrony powietrznej i więcej pojazdów opancerzonych. Stany Zjednoczone obiecały więcej amunicji, a wielu innych członków Sojuszu również złożyło nowe zapewnienia o militarnym wsparciu sił zbrojnych Ukrainy.
Wspólną deklarację wsparcia dla Ukrainy opublikowali przywódcy Grupy G7.
Potwierdzono w niej  zaangażowanie na rzecz  wolnej, niepodległej, demokratycznej i suwerennej Ukrainy w jej granicach uznanych przez społeczność międzynarodową. Ogłoszono rozpoczęcie negocjacji z Ukrainą w celu sformalizowania wielostronnych działań mających na celu zapewnienie sił obronnych Ukrainy zdolnych do odparcia rosyjskiej agresji. Priorytetem mają być środki obrony powietrznej, systemy artyleryjskie dalekiego zasięgu, pojazdy pancerne i opancerzone, a także samoloty bojowe. Zwrócono uwagę na konieczność wsparcia przemysłowej bazy obronnej Ukrainy, szkolenia wojsk ukraińskich, wymiany informacji wywiadowczych, działań w zakresie cyberobrony i przeciwdziałania zagrożeniom hybrydowym.
Oprócz elementów militarnych, w deklaracji wspomniano też o pociągnięciu do odpowiedzialności osób winnych popełnienia zbrodni wojennych, w tym ataków na cywilną infrastrukturę krytyczną. Zapowiedziano kontynuowanie sankcji gospodarczych nakładanych na Rosję. Zdecydowano, że jej aktywa zdeponowane na Zachodzie pozostaną zamrożone, dopóki nie zapłaci ona za szkody wyrządzone Ukrainie.
Ze swojej strony Ukraina zobowiązała się do zastosowania odpowiednich mechanizmów przejrzystości rozliczeń w odniesieniu do środków pochodzących z pomocy międzynarodowej, wdrażania reform w zakresie egzekwowania prawa, walki z korupcją, ładu w sektorze gospodarki, sektorze bezpieczeństwa i zarządzania państwem, w tym  wzmocnienia demokratycznej cywilnej kontroli nad wojskiem oraz poprawy transparentności w ukraińskich instytucjach i przemyśle obronnym.
Ustalenia Szczytu dotyczące wzmacnianie struktury bezpieczeństwa na wschodniej flance NATO podsumował też prezydent RP Andrzej Duda.
Zwrócił on uwagę na planowaną lokalizację i relokację wojsk Sojuszu. Związana ona jest z generalną zmianą stanowiska Sojuszu w stosunku do Rosji. Rosja przestaje być partnerem NATO, a stała się agresorem. Także współdziałająca z nią Białoruś; relokacja na jej terytorium najemników Grupy Wagnera i rosyjskiej taktycznej broni nuklearnej stwarza realne zagrożenie dla Sojuszu. Uznano, że Brama Brzeska stanowi obszar zainteresowania strategicznego, który będzie pod szczególną obserwacją NATO. Prezydent podkreślił, że po raz pierwszy od czasów zimnej wojny Sojusz zatwierdził plany obronne, a nie tzw. plany ewentualnościowe. Nowe plany przewidują przejścia od deterrence by punishment do deterrence by denial, czyli od odstraszania i odpowiedzi na agresję, do odstraszania poprzez uniemożliwienie dostępu do własnego terytorium. Prezydent wspomniał też o budowie nowych magazynów broni NATO przeznaczonych dla relokowanych na wschodnią flankę, w przypadku zagrożenia, żołnierzy innych państw NATO.
Ważnym tematem obrad była też sprawa pomocy dla Ukrainy. Strona polska była zwolennikiem wystosowane formalnego zaproszenia jej do Sojuszu. Co prawda taka decyzja nie zapadła, ale Szczyt zatwierdził rezygnację z Membership Action Plan  i oficjalnie ten formalny wymóg został z Ukrainy zdjęty. Dotyczy to także Szwecji, którą Polska również wspiera w jej staraniach do NATO.
Za sukces Prezydent uznał także przekształcenie Komitetu w Radę NATO–Ukraina i przyjęcie kolejnego pakietu pomocowego.

## Uczestnicy szczytu
Przewodniczący delegacji państw NATO

- Albania – premier Edi Rama
- Belgia – premier Alexander De Croo
- Bułgaria – premier Nikołaj Denkow
- Chorwacja – prezydent Zoran Milanović
- Czarnogóra – prezydent Jakov Milatović
- Czechy – prezydent Petr Pavel
- Dania – premier Mette Frederiksen
- Estonia – premier Kaja Kallas
- Finlandia – prezydent Sauli Niinistö
- Francja – prezydent Emmanuel Macron
- Grecja – premier Kyriakos Mitsotakis
- Hiszpania – premier Pedro Sánchez
- Holandia – premier Mark Rutte
- Islandia – premier Katrín Jakobsdóttir
- Kanada – premier Justin Trudeau
- Litwa – prezydent Gitanas Nausėda
- Luksemburg – premier Xavier Bettel
- Łotwa – premier Arturs Krišjānis Kariņš
- Macedonia Północna – premier Dimitar Kowaczewski
- Niemcy – kanclerz Olaf Scholz
- Norwegia – premier Jonas Gahr Støre
- Polska – prezydent Andrzej Duda
- Portugalia – premier António Costa
- Rumunia – prezydent Klaus Iohannis
- Słowacja – prezydent Zuzana Čaputová
- Słowenia – premier Robert Golob
- Turcja – prezydent Recep Tayyip Erdoğan
- Stany Zjednoczone – prezydent Joe Biden
- Węgry – premier Viktor Orbán
- Wielka Brytania – premier Rishi Sunak
- Włochy – premier Giorgia Meloni

Inni uczestnicy szczytu
- NATO – sekretarz generalny NATO Jens Stoltenberg
- Unia Europejska – przewodnicząca Komisji Europejskiej Ursula von der Leyen
- Unia Europejska – przewodniczący Rady Europejskiej Charles Michel
- Australia – premier Anthony Albanese
- Bośnia i Hercegowina – wiceminister spraw zagranicznych
- Gruzja – minister spraw zagranicznych Ilia Darchiashvili(inne języki)
- Japonia – premier Fumio Kishida
- Korea Południowa – prezydent Yoon Suk-yeol
- Mołdawia – minister spraw zagranicznych
- Nowa Zelandia – premier Chris Hipkins
- Szwecja – premier Ulf Kristersson
- Ukraina – prezydent Wołodymyr Zełenski